# Valle del Barun
La valle del Barun (in nepalese: बरुण उपत्यका) è una valle himalayana situata alla base del monte Makalu nel distretto di Sankhuwasabha in Nepal. Questa valle si trova interamente all'interno del Parco nazionale del Makalu-Barun.
La valle del Barun offre contrasti mozzafiato, dove alte cascate si riversano in profonde gole, rocce scoscese si innalzano da foreste lussureggianti e fiori colorati sbocciano sotto le bianche cime innevate. Questo paesaggio unico nel suo genere ospita alcuni degli ultimi ecosistemi montani incontaminati della terra. Rare specie di animali e piante fioriscono in diversi climi e habitat, relativamente indisturbati dal genere umano.

## Storia
La valle è stata creata dal fiume Barun, che in inverno diventa un ghiacciaio. Il fiume è conosciuto come Chukchchuwa nella lingua locale indigena Limbu. Uno studio ha dimostrato che questo luogo era originariamente abitato da Yakkha e Limbu secoli fa.

## Beyul
Negli antichi libri religiosi buddhisti, i sette Beyul (Nghe-Beyul Khimpalung situato nella regione himalayana) sono descritti come luoghi mistici, spettacolarmente belli e sempreverdi dove nessuno invecchia. Si dice che, in caso di grande cataclisma, la vita rimarrà solo in queste sette aree del mondo. In quei libri si dice che uno dei Beyul si trova da qualche parte in questa regione del Makalu-Barun.

## Luoghi

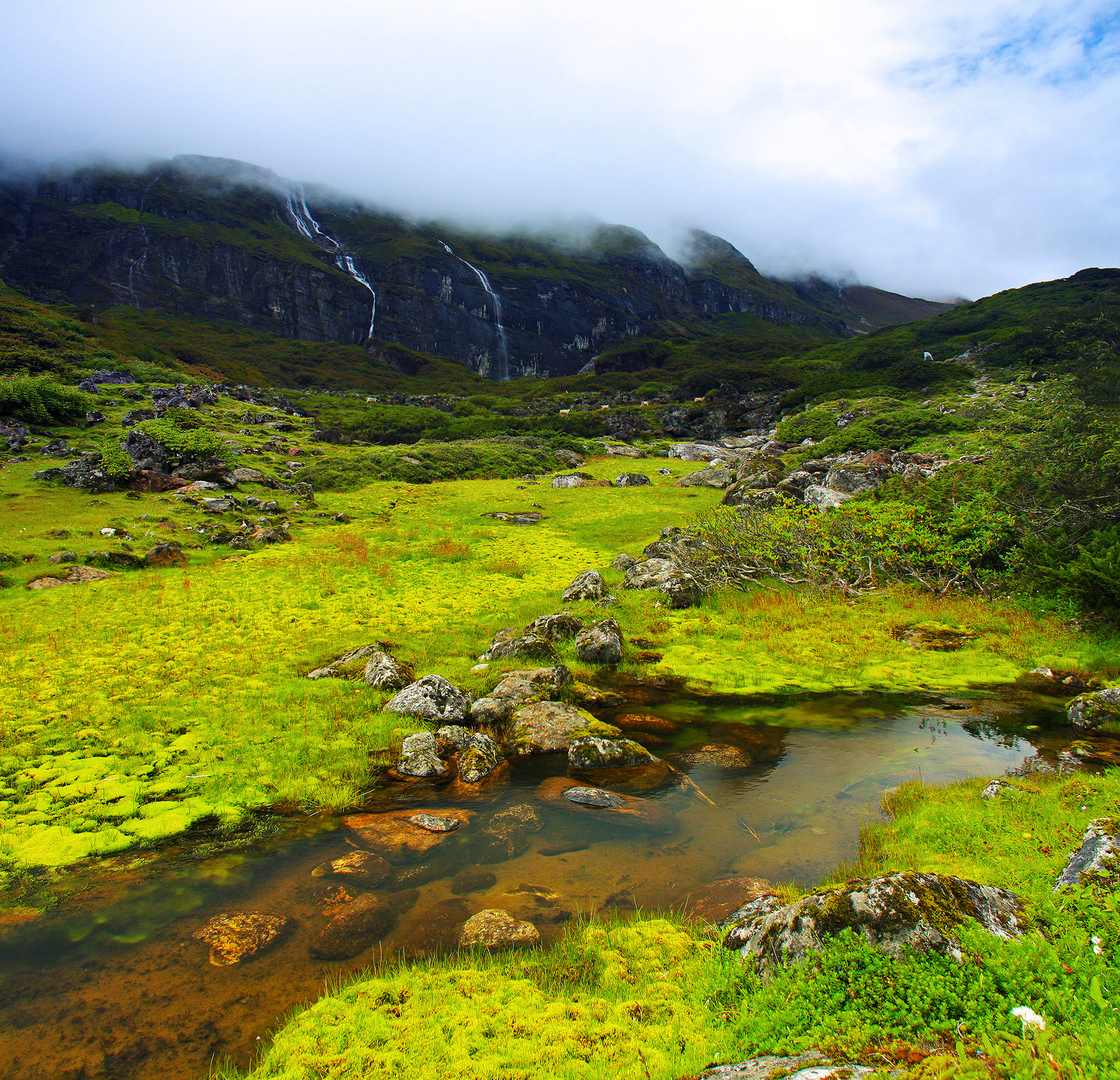
Questo è un posto chiamato Ripuk nella valle del Barun. Secoli fa, Barun era un tempo un ghiacciaio che scorreva verso nord componendo queste valli verdi e lussureggianti di oggi

Tutta la zona di questa valle è disabitata. È per lo più coperta da pascoli (Kharka) e, in estate, vengono realizzati alcuni campi temporanei. I nomi di queste regioni sono:
- Mumbuk
- Yangle Kharka
- Nghe
- Ripuk
- Tadaso
- Yak Kharka
- Langmale
- Merek
- Shershon

## Flora e fauna
La valle del Barun si estende dalle foreste di latifoglie dell'Himalaya orientale a basse quote attraverso foreste di conifere subalpine dell'Himalaya orientale e verso i prati e arbusteti alpini dell'Himalaya orientale.

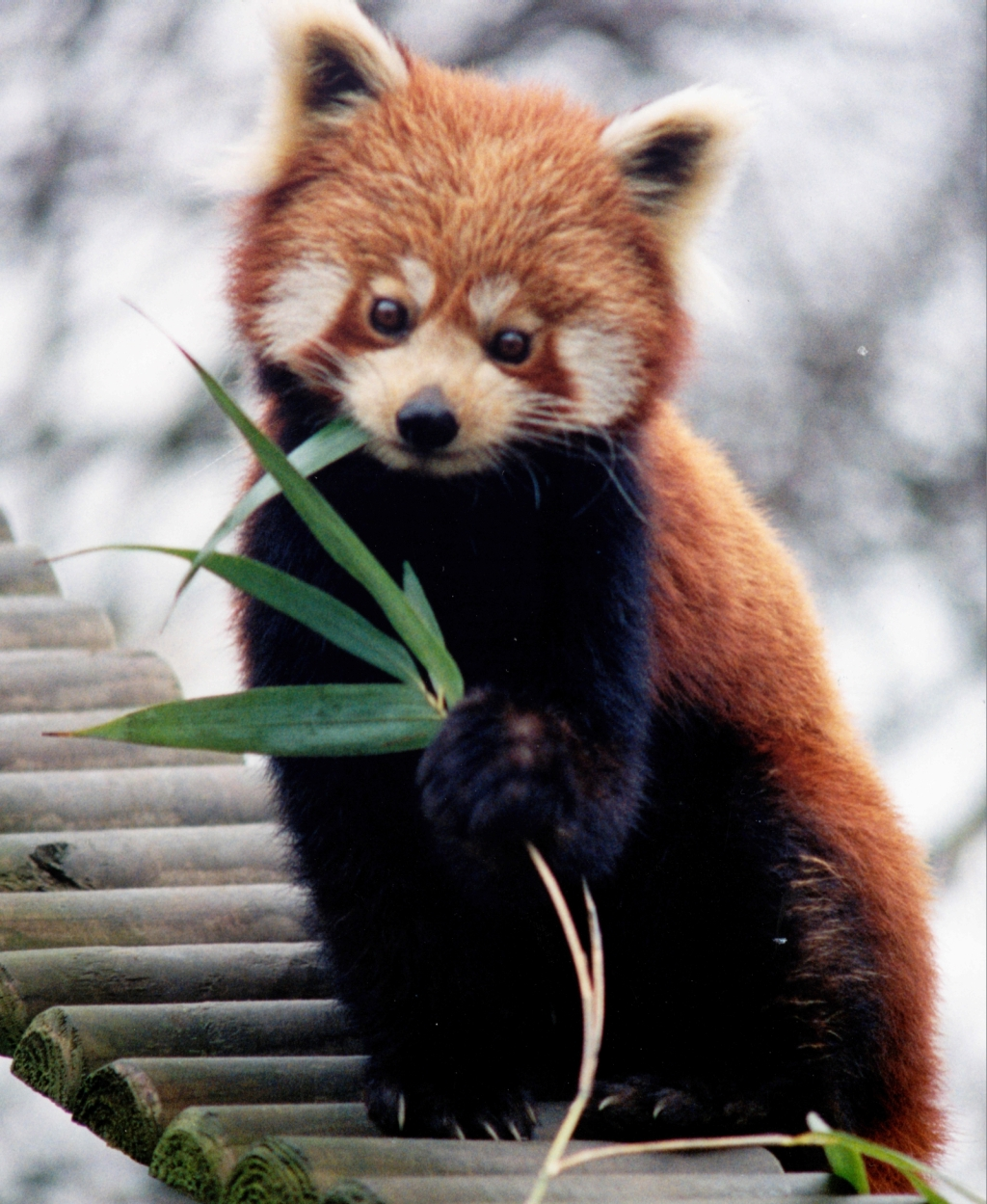
Panda rosso

Riconosciuta per la sua enorme diversità di piante, animali e persone, l'area contiene oltre 3000 specie di piante da fiore, tra cui 25 specie di rododendro, 47 tipi di orchidee e 56 piante rare. Sono state registrate 440 specie di uccelli e 75 specie di mammiferi, tra cui il leopardo delle nevi, il panda rosso, il cervo muschiato e il cinghiale.
Questa notevole biodiversità è considerata di importanza globale e costituisce un laboratorio vivente per la ricerca scientifica internazionale. La valle del Barun fa parte di un'enorme area protetta internazionale in virtù di un accordo tra Nepal e Cina.
Piante come la Swertia Barunensis (4200 m) e la Potentilla Makaluensis (4000 m) nomenclate con il nome del fiume Barun e del monte Makalu si trovano solo in questa zona in tutto il mondo. Qui si trovano 87 erbe medicinali himalayane, tra cui Yasrha Gumba e Panch Aule. Panch Aule è una pianta radice con dita che indicano l’età della pianta in anni (al massimo può arrivare ad avere cinque dita).

## Trekking
Questa valle si trova lungo il percorso di trekking che arriva al campo base del Makalu. Questo trekking un po' difficile ma estremamente gratificante offre una vera e propria esperienza nella natura selvaggia nel terreno aspro e disabitato del parco nazionale del Makalu-Barun. Oggi ci sono rifugi sopra Tashigaon fino al campo base, quindi non è necessario portare con sé attrezzature da campeggio, cibo e carburante. Tuttavia, i rifugi potrebbero non avere abbastanza coperte per i visitatori, per cui è consigliabile portare con sé un sacco a pelo. L'uso di una guida locale è fortemente raccomandato, in quanto i sentieri sono difficili da seguire in alcuni punti.

## Altre attrazioni turistiche

### Shiva Dhara (in nepalese: शिव धारा)
Questa grotta a cupola, alta circa 152 metri, ha una grande cascata che esce dal suo soffitto di pietra. La cascata è considerata un "rubinetto" sacro del dio Shiva. Per raggiungere questo luogo si deve scalare una scogliera estremamente pericolosa con l'aiuto della gente del posto, per arrivarci servono dalle tre alle quattro ore.

### Tadasho
Si tratta di una grande scogliera di pietra che ha un buco sulla facciata, attraverso la quale scorre acqua che forma una cascata. La leggenda locale narra che un lago buio si trovava in cima alla scogliera, che misteriosamente ha causato la morte di molti rifugiati tibetani dopo il tramonto. Un monaco buddhista di nome Rinpoche ha rotto la scogliera con il suo Tadasho, al fine di distruggere il lago e salvare la vita dei rifugiati tibetani.